# Dommartin-sous-Amance
Dommartin-sous-Amance ist eine französische Gemeinde mit 311 Einwohnern (Stand 1. Januar 2022) im Département Meurthe-et-Moselle in der Region Grand Est (vor 2016 Lothringen). Sie gehört zum Arrondissement Nancy und zum Kanton Grand Couronné.

## Geographie
Dommartin-sous-Amance liegt etwa sieben Kilometer nordöstlich des Stadtzentrums von Nancy an der Amezule. Umgeben wird Dommartin-sous-Amance von den Nachbargemeinden Bouxières-aux-Chênes im Norden, Laître-sous-Amance im Osten, Seichamps im Süden, Essey-lès-Nancy im Südwesten,  Agincourt im Westen sowie Eulmont im Nordwesten.

## Bevölkerungsentwicklung
| Jahr                       | 1962 | 1968 | 1975 | 1982 | 1990 | 1999 | 2006 | 2019 |
| Einwohner                  | 172  | 221  | 279  | 300  | 282  | 290  | 264  | 287  |
| Quellen: Cassini und INSEE |      |      |      |      |      |      |      |      |

## Sehenswürdigkeiten
- Kirche Saint-Martin aus dem 15./16. Jahrhundert, seit 1926 Monument historique

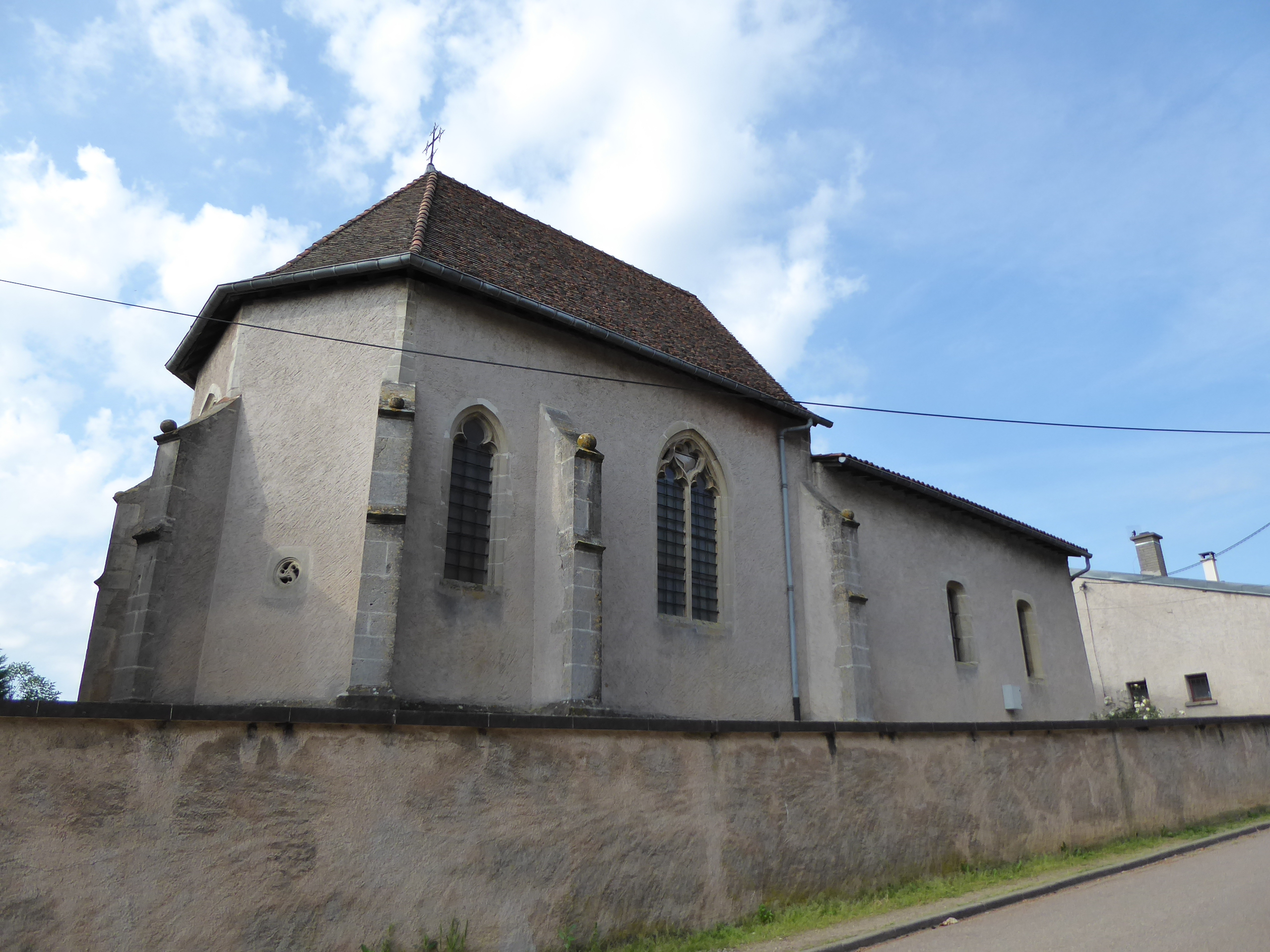
Kirche Saint-Martin